# Richard Rado
Richard Rado   (Berlín, 28 d'abril de 1906 - Henley-on-Thames, 23 de desembre de 1989) va ser un matemàtic britànic, nascut a Alemanya.

## Vida i Obra
Fill de pare hongarès, va haver de decidir de jove si es dedicava al piano o a les matemàtiques, escollint aquesta segona opció, tot i que sempre li va quedar el gust per la música. Va estudiar a la universitat de Berlín on va obtenir el doctorat el 1933 sota la direcció d'Issai Schur. Com que era jueu i no tenia cap futur amb el règim nazi, malgrat el suport de l'antisemita Ludwig Bieberbach, va emigrar a Anglaterra aquest mateix any. Va ingressar a la universitat de Cambridge en la qual va obtenir un segon doctorat el 1935 sota la direcció de G.H. Hardy. A continuació va ser professor de la universitat de Sheffield fins al 1947 quan va passar a ser-ho al King's College de Londres. Finalment, el 1954, va ser nomenat professor de la universitat de Reading en la qual es va jubilar el 1971. El curs següent encara va fer de professor visitant a la universitat de Waterloo, a Ontario (Canadà).
El 1983 va patir un greu accident d'automòbil que li va afectar la salut i va deixar pràcticament invàlida la seva esposa. Ambdós van morir uns anys després, amb poca diferència de temps.
Rado va publicar més d'un centenar d'articles científics en diferents camps de treball. Els dos temes més notables en els que va treballar van de la teoria de Ramsey amb les seves relacions de partició (bona part d'ells conjuntament amb Paul Erdős) i el teorema de Hall amb la independència abstracta. Altres camps en que va obtenir resultats notables van ser la convergència de sèries, les inequacions, la teoria de la mesura, la teoria de grafs i la teoria de nombres.